# 平林猛
平林 猛（ひらばやし たけし、1941年1月13日 - ）は、東京市大田区羽田生まれの著述家、映像プロデューサー。

## 人物
講談社「週刊現代」記者を経て映像界へ。NHK、民放各テレビ局のドキュメンタリー番組を数多く手掛ける。120分ドキュメンタリー「華僑パワーの挑戦」（NHK BS1）で「NHK衛星放送局長賞」を受賞。また、映画の企画プロデュースをはじめ、執筆活動及び都市、環境、医療分野のシンポジウムも数多くプロデュースを行うなど幅広い活躍を行っている。

## 著書
- 『巣立ちの日々: 池田大作の蒲田時代と43人の同級生たち』読売新聞社、1977年
- 『生きてる証しがほしいんだ―「暴走族」青春のモノローグ』大和出版、1977年（朝倉喬司との共著）
- 『にっぽん人高見山大五郎』講談社、1981年
- 『女高生偽日記』八曜社、1981年（にっかつ映画同録）
- 『池田大作名誉会長の羽田時代 卒業写真に写る同級生たちの戦後』展望社、2016年
- 『愛のキャッチャーミット　梨田昌孝』八曜社
- 評伝『棘男』労働界のレジェンド武建一2019年（展望社）

### プロデュース作品（書籍）
- 荒木経惟（編集）『女高生偽日記』八曜社、1981年
- 『ザ・リーゼント　大田一水とルイジアナろっく・あーと』八曜社、1982年
- 『ロジャー・パルバースの昭和・ドラマチック!!』クロスライン・ウイル、1985年
- 『大魔界 遊びながら男を磨く（得）アイテム100』講談社<HDPアドベンチャーゲームBOOK>、1987年
- 李怡（著）瀬川千秋（訳）『香港の悲劇―北京政府の野望 』講談社、1997年
- モハンマド・ハタミ（著）平野次郎（訳）『文明の対話』共同通信社、2001年
- 山本雄毅（著）臂美恵（イラスト）『ペニー物語』日刊ゲンダイ、2013年

## テレビ番組
- サントリースペシャル「黄金街道〜スパイスとロマンを求めた男たち」日本テレビ（1986年）
- 日曜スペシャル「華僑パワーの挑戦」NHK BS-1（1991年）
- 日曜スペシャル「八方財神・商は広州にあり」NHK BS-1
- 日曜スペシャル「大連発チャイナコレク ション」NHK BS-1
- 世界わが心の旅「ベネチア光と陰の迷宮」陣内秀信（建築史家）NHKBS2（1996年）
- 「ボクは自分をマネしない・イラン映画監督モフセン・マフマルバフ」NHKBS1（2007年）

## イベント、シンポジウム等
- 「快適都市へのシナリオ」イベント企画＆プロデュース・共同制作：ＮＨＫきんきメディアプラン（コーディネーター：安藤忠雄。パネリスト：五木寛之（作家)/ルチアーノ・ベネトン(ベネトングループ執行会長 イタリア上院議員)/小松左京（作家）/川勝平太（現静岡県知事）/リチャード・ロジャース(建築家）他
- 「人類の病」～糖尿病と歯周病～（2009）・・・イベント企画＆プロデュース・共同制作：ＮＨＫエデュケーショナル　会場：国連大学ウ・タント国際会議場　（コーディネーター：平野次郎(ＮＨＫ解説委員）◇基調講演：春日雅人（国立国際医療センター研究所長）◇パネルディスカッション：パネリスト：ジョージ・ L・キング（ハーバード大学医学部附属ジョスリン糖尿病センター副所長）/ロバート・J・ジェンコ（ニューヨーク州立大学バッファロー校歯学部教授）/門脇　孝（日本糖尿病学会理事長／東京大学大学院教授）/伊藤公一（日本歯周病学会理事長<4月1日就任予定>／日本大学歯学部教授）/ペギー葉山（歌手／日本歌手協会会長）
- 「新東京論」社団法人日本青年会議所　ゲスト：安藤忠雄（建築家）×新井満(著作家、作詞作曲家他）
- 「世界遺産と未来」～世界日光の未来～イベント企画＆プロデュース・共同制作：ＮＨＫエデュケーショナル　会場：日光東照宮客殿　（コーディネーター：平野次郎(ＮＨＫ解説委員）
- 「第１０回日本水大賞　2008　日本ストックホルム青少年水大賞表彰式・授賞活動発表会」主催：日本水大賞委員会事務局　会場：東京国立博物館　平成館
- 「太平洋と日本そしてアジアにひらく道」(２００８)イベント企画＆プロデュース・共同制作：ＮＨＫエデュケーショナル k会場：飛騨世界生活文化センター芸術堂　コーディネーター：中江有里　ゲスト：岩佐弘道(三井不動産代表取締役会長）/城戸真亜子(洋画家・タレント）他

## 映画企画＆プロデュース作品
- 映画「女高生偽日記」(にっかつ１９８１年）企画　　監督：荒木経惟　助監督：中原俊弘　撮影：森勝　スチール：宇崎竜童
- 映画「祭爆」〜津軽三味線高橋裕次郎〜ボス（2013年）
- 映画「ぬくめどり」〜鷹匠の世界〜株式会社ボス（2014年）
- 映画「棘」～ひとの痛みは己の痛み。武建一～ニライカナイ塾（2019年）

## 家族
父は、羽田の船大工、平林作蔵。東京都大田区立郷土博物館には、海苔舟などの和船の模型が収蔵されている。(日本財団図書館）
★出：株式会社ボス会社概要/ＷＥＢサイト
『快適都市へのシナリオ』Ⅴ～行動がまちをつくる～http://tairyudo.com/tukan/tukan1560.htm
映画「棘」～ひとの痛みは己の痛み。武建一～ニライカナイ塾https://niraikanai-jyuku.jimdofree.com/
「人類の病」～糖尿病と歯周病～（2009）https://dm-net.co.jp/calendar/2009/008278.php
「新東京論」社団法人日本青年会議所　https://tokyo-jc.or.jp/sitehistory/2008/reikai05/index.html